# Geiselhöring

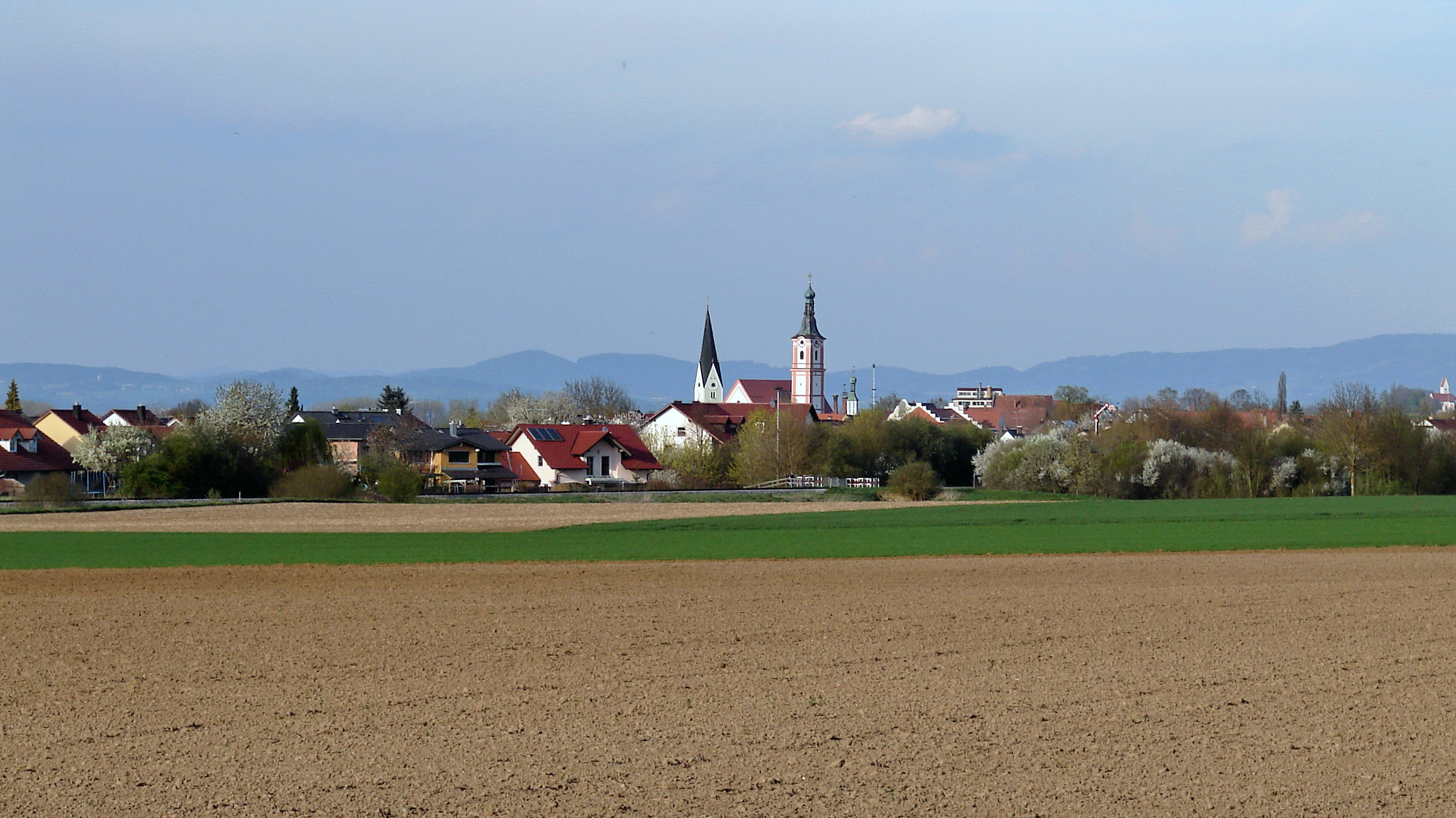
Lage der Stadt Geiselhöring

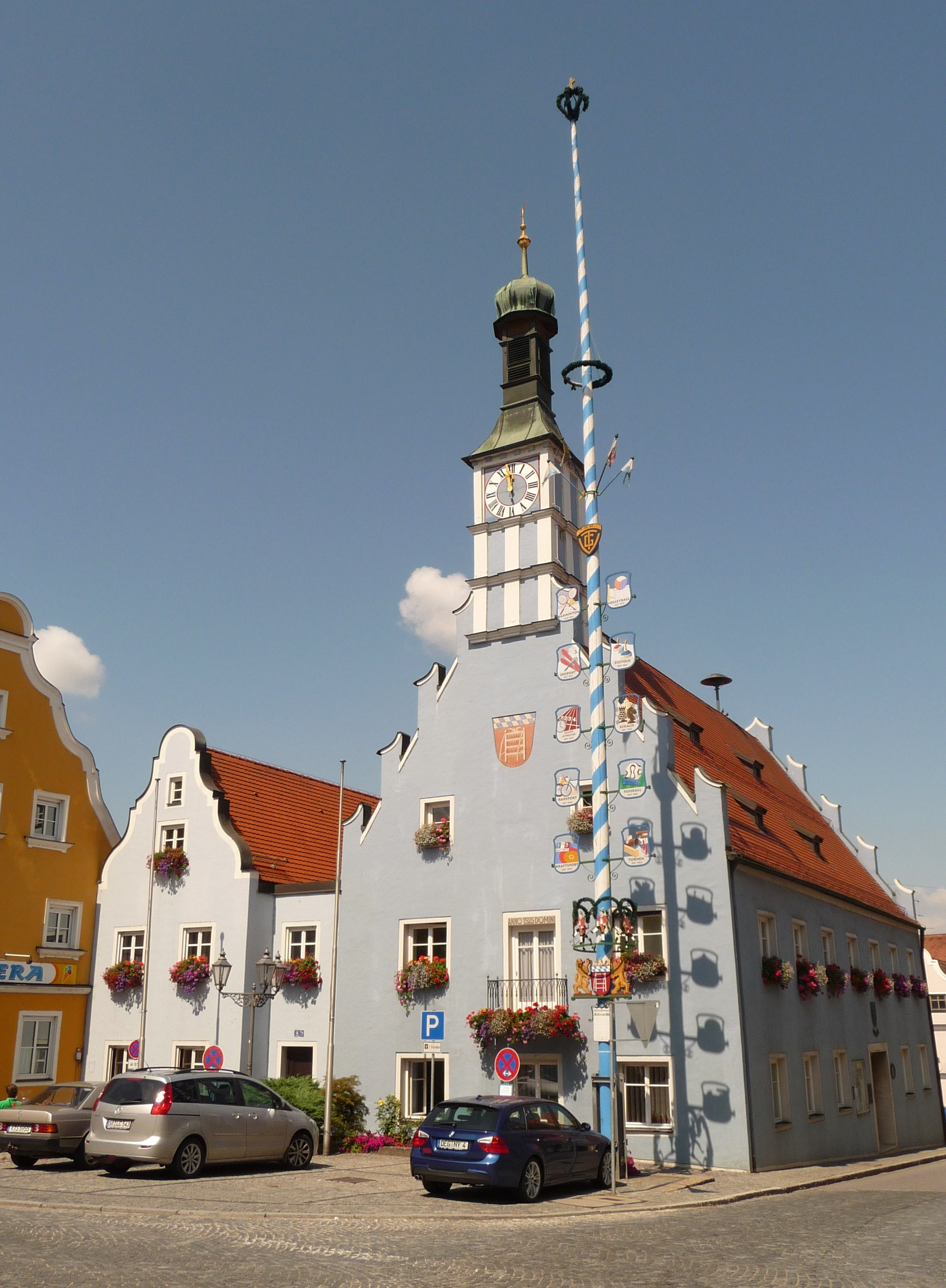
Das historische Rathaus

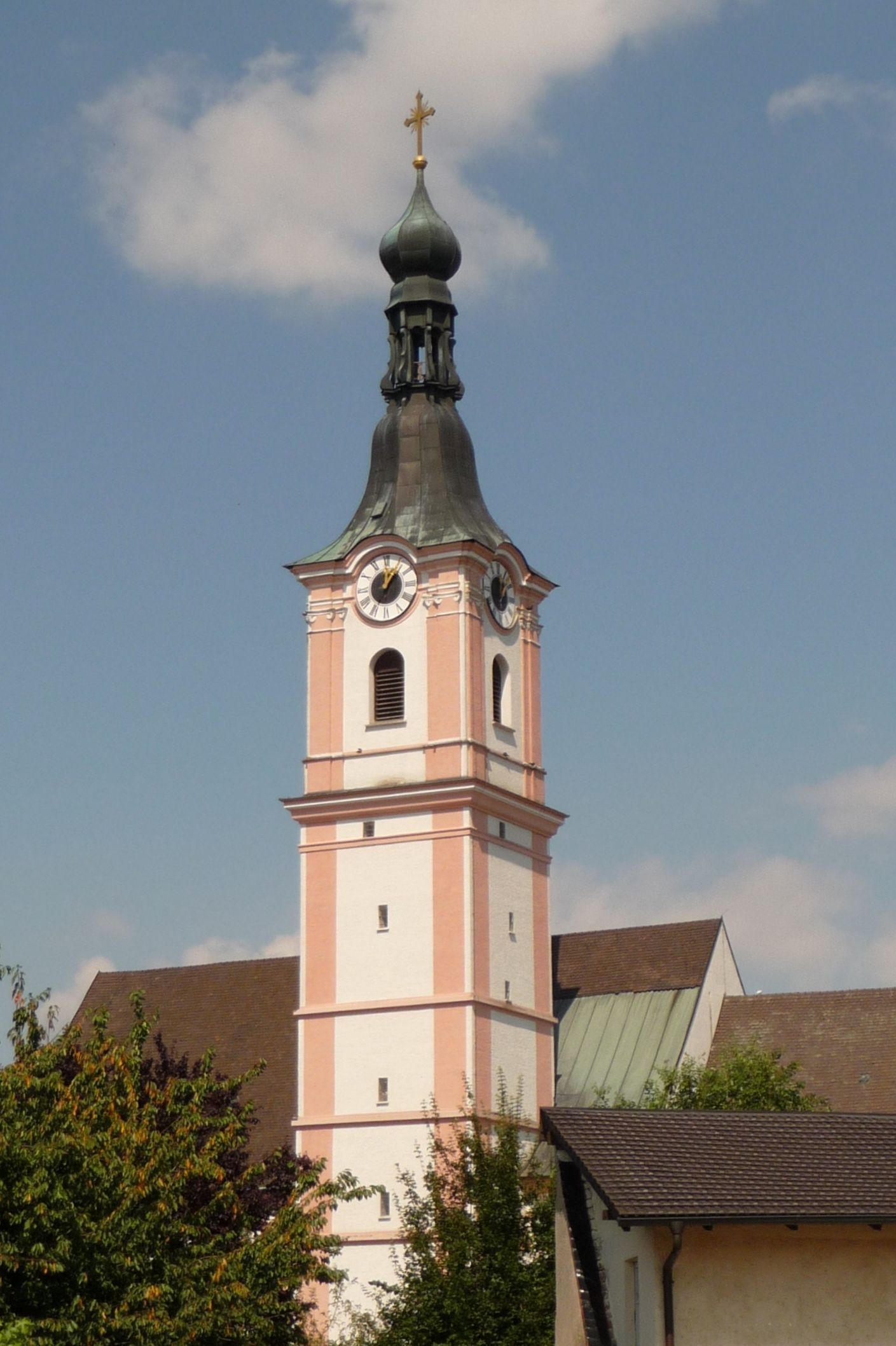
Die Stadtpfarrkirche St. Peter und Erasmus

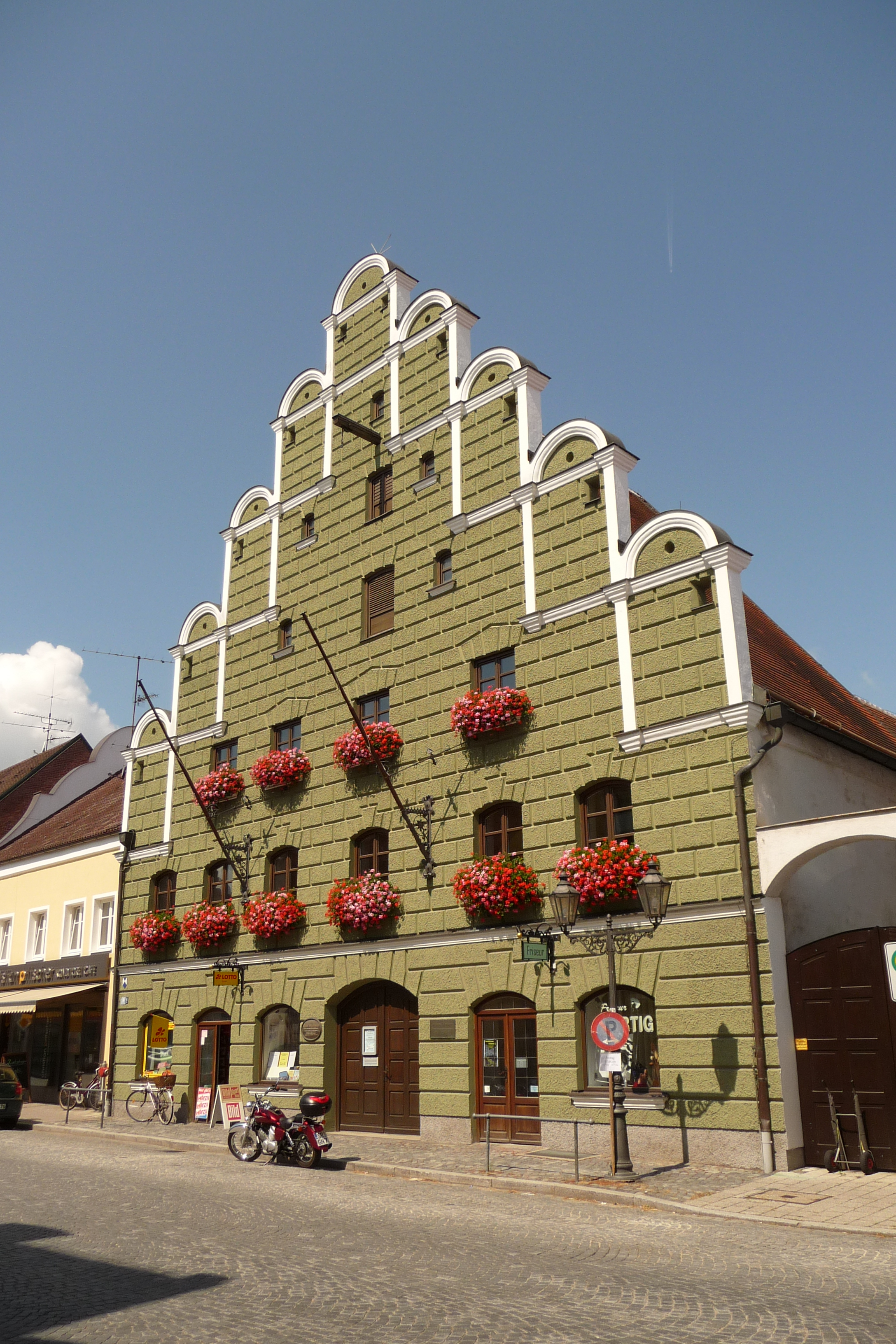
Das Loichingerhaus, jetzt Städtisches Bürgerhaus

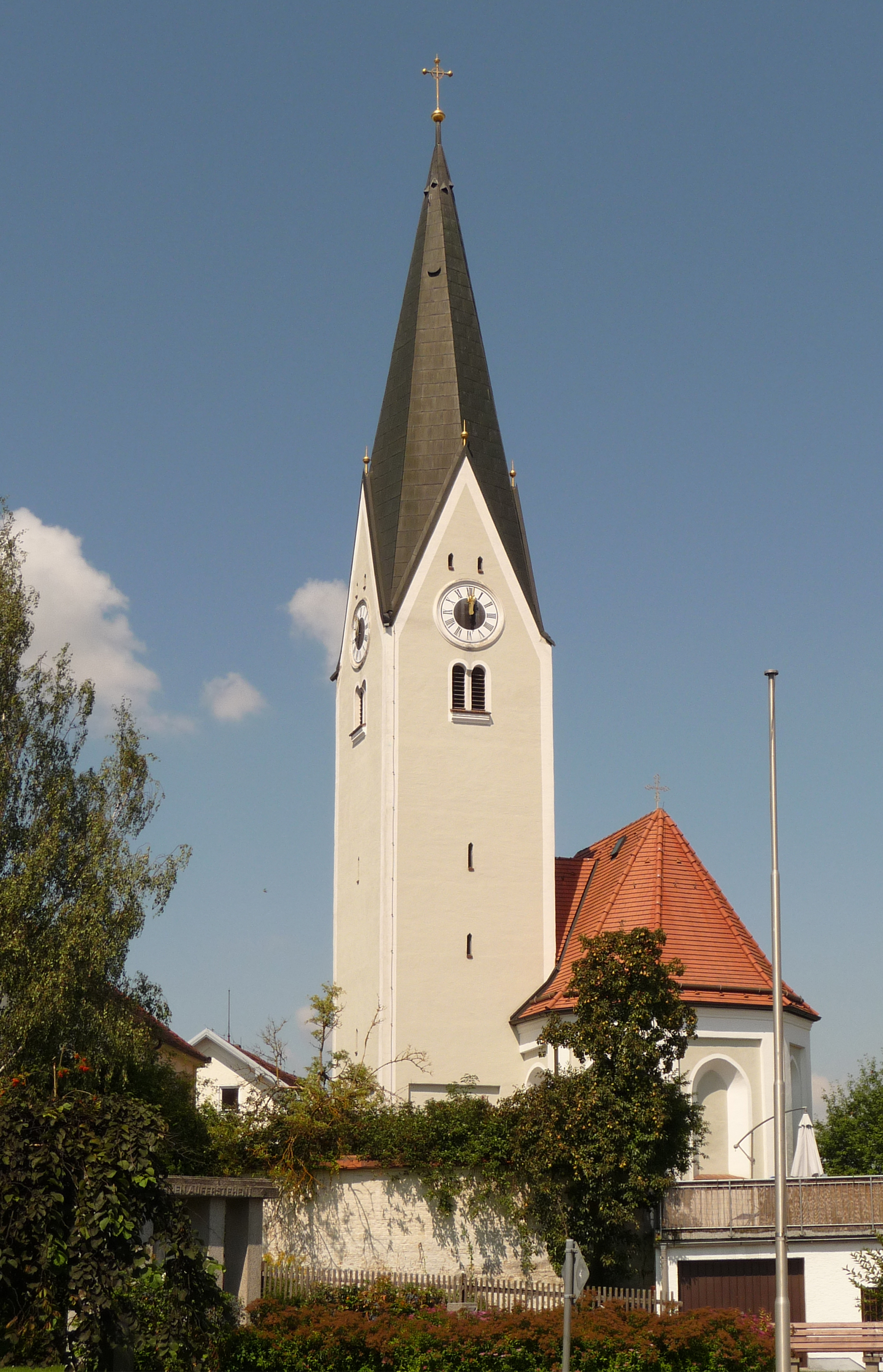
Die Kirche St. Jakob

Geiselhöring ist eine Stadt im niederbayerischen Landkreis Straubing-Bogen.

## Geografie
Die Stadt liegt in der Region Donau-Wald im Tal der Kleinen Laber. Bei Geiselhöring geht das Labertal fließend in den Gäuboden, die Kornkammer Bayerns, über.

### Gemeindegliederung
Es gibt 49 Gemeindeteile:
- Antenring
- Dettenkofen
- Dungerfalter
- Englhof
- Frauenhofen
- Frey
- Gaishauben
- Gallhofen
- Geiselhöring
- Gingkofen
- Greißing
- Grollhof
- Groß
- Großaich
- Gunting
- Haagmühl
- Hadersbach
- Haindling
- Haindlingberg
- Hainsbach
- Hart
- Helmprechting
- Hirschling
- Illbach
- Kaltenbrunn
- Kleinaich
- Kleinpönning
- Kleinwissing
- Kolbach
- Königswinkl
- Kraburg
- Langhof
- Lohmühle
- Malchesing
- Obergallhofen
- Oberharthausen
- Oberholzen
- Oberndorf
- Pönning
- Pullach
- Reisberg
- Sallach
- Schelmenloh
- Schieglmühle
- Tuffing
- Wallkofen
- Weidmühle
- Weingarten
- Wissing

Es gibt die Gemarkungen Geiselhöring, Hainsbach, Hirschling, Oberharthausen, Pönning, Sallach und Wallkofen.
| Gemarkung                       | Gemarkungs- schlüssel | Fläche in Hektar |
| ------------------------------- | --------------------- | ---------------- |
| Geiselhöring                    | 5633                  | 1197,49          |
| Hainsbach, nur Gemarkungsteil 0 | 5651                  | 1407,980         |
| Hirschling                      | 5634                  | 1814,10          |
| Oberharthausen                  | 5635                  | 0561,33          |
| Pönning                         | 5636                  | 0709,29          |
| Sallach                         | 5650                  | 2715,85          |
| Wallkofen                       | 5632                  | 1562,59          |
| Stadt Geiselhöring              | Stadt Geiselhöring    | 9968,63          |

## Geschichte

### Bis zum 19. Jahrhundert

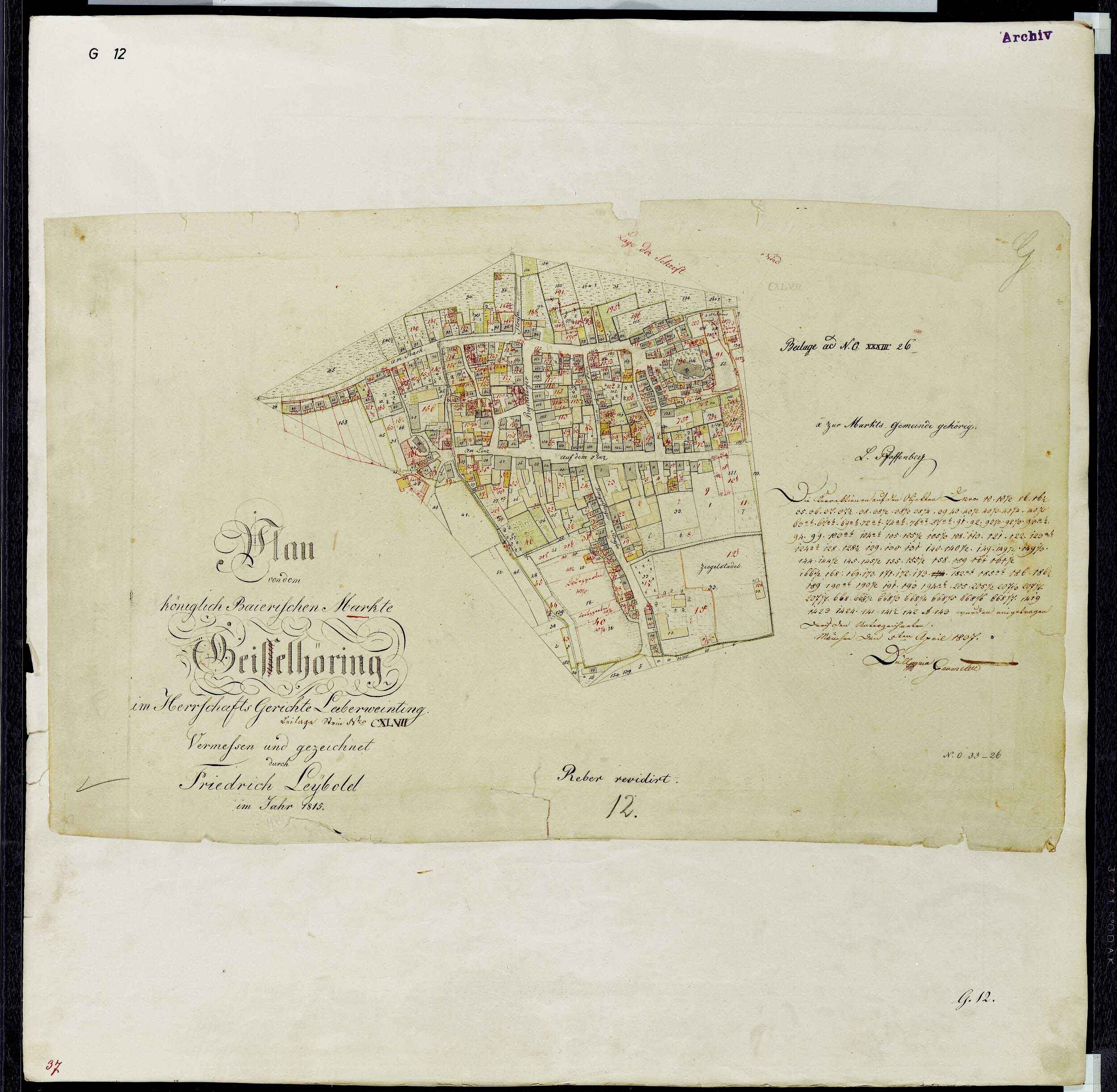
Ortsblatt der Uraufnahme (1815)

Spuren früher Besiedlung lassen sich durch mehrere archäologische Funde nachweisen. So wurde beim Bau des Freibades etwa der sog. Geiselhöringer Stier, eine 16 cm große tönerne Rinderfigur aus der Jungsteinzeit, entdeckt. Auch finden sich im Gemeindegebiet ein Erdwerk und mehrere Keltenschanzen.
Der Ortsname weist auf eine bajuwarische Ortsgründung durch einen Stammesadligen namens Giselher oder Gisilher hin (Namensbildung mit Zugehörigkeitssuffix -ing). Dieser Giselher errichtete wohl im Bereich der heutigen Stadtpfarrkirche, am Schlossgraben, eine erste Siedlung. Die erste urkundliche Erwähnung datiert auf das Jahr 1140 als Gisilheringen. Im Jahre 1287 erfolgte die Erhebung zum Markt als Geiselhering. Im Bereich der heutigen Linskirche entwickelte sich wohl ein zweiter Siedlungskern und mit der Zeit wuchs beides zusammen. Geiselhöring gehörte zum Rentamt Landshut und zum Landgericht Kirchberg des Kurfürstentums Bayern. Hier befand sich eine offene Hofmark des Klosters Obermünster. Darüber hinaus besaß Geiselhöring ein Marktgericht mit weitgehenden magistratischen Eigenrechten.
Nach einem verheerenden Brand im Jahre 1504 wurde 1525 das Rathaus erbaut, das noch heute Sitz der Stadtverwaltung ist. Auch mehrere stolze Giebelhäuser entstanden mit der Zeit, wie etwa das prächtige Bürgerhaus. Das heutige Stadtwappen, eine silberne Egge auf rotem Grund, ist zum ersten Mal als Marktsiegel aus dem Jahre 1514 bezeugt. Der Dreißigjährige Krieg hinterließ ebenfalls deutliche Spuren in Geiselhöring.
Geiselhöring war jahrhundertelang Schauplatz bedeutender Märkte, an Maria Magdalena im Juli und Kathrein im November. Besonders bekannt waren die Großviehmärkte am Viehmarktplatz. Der letzte Markt wurde im Jahr 1977 aufgehoben.
Großen Aufschwung nahm der Markt mit dem Bau der Eisenbahn 1860, der königlich bayerischen Ostbahn. Geiselhöring war für kurze Zeit ein zentraler Knotenpunkt im europäischen Eisenbahnnetz. Das hatte einen spürbaren wirtschaftlichen und gesellschaftlichen Aufschwung zur Folge. So wurde im Jahre 1862 der heute noch bestehende größte Sportverein des Ortes, der TV 1862 Geiselhöring, gegründet. Unter dessen Regie findet seit 1893 alle sieben Jahre der im weiten Umkreis bekannte Schäfflertanz statt.

### 20. Jahrhundert
Nach dem Zweiten Weltkrieg war der Markt Zufluchtsort zahlreicher Vertriebener und die Einwohnerzahl stieg sprunghaft an. So wurde Geiselhöring 1952 vom damaligen bayerischen Innenminister Wilhelm Hoegner (SPD) zur Stadt erhoben. Zu diesem Anlass wurde auch der damalige Marktplatz und heutige Stadtplatz befestigt und erhielt sein typisches Pflaster.
Im Rahmen der Kreisgebietsreform wurde der Landkreis Mallersdorf am 1. Juli 1972 aufgelöst und Geiselhöring kam zum neu gegründeten Landkreis Straubing-Bogen.
Am 16. April 1980 stürzte ein Prototyp des Tornado-Kampfflugzeugs in der Nähe von Geiselhöring ab. Dabei kamen beide Testpiloten ums Leben.

### Eingemeindungen
Im Zuge der Gebietsreform in Bayern wurde am 1. Januar 1972 die Gemeinde Greißing eingegliedert. Am 1. Juli 1972 folgte Hadersbach. Am 1. Mai 1978 kamen Haindling, Hirschling, Oberharthausen, Pönning, Sallach und Wallkofen (mit dem am 1. Januar 1964 eingemeindeten Ort Pullach) sowie Gebietsteile der aufgelösten Gemeinde Hainsbach hinzu.

### Einwohnerentwicklung
| Jahr      | 1840 | 1871 | 1925 | 1939 | 1950 | 1961 | 1970 | 1987 | 1991 | 1995 | 2000 | 2005 | 2010 | 2015 | 2017 | 2019 | 2020 | 2021 |
| Einwohner | 4234 | 5697 | 5945 | 5465 | 7904 | 5883 | 5708 | 5765 | 6099 | 6443 | 6603 | 6765 | 6639 | 6870 | 6890 | 6824 | 6912 | 6930 |

## Politik

### Gemeinderat
Die Gemeinderatswahlen seit 1996 ergaben folgende Stimmenanteile und Sitzverteilungen:
| Partei/Liste | Sitze | Sitze | Sitze | Sitze | Sitze |
| Partei/Liste | 2020  | 20151 | 2008  | 2002  | 1996  |
| ------------ | ----- | ----- | ----- | ----- | ----- |
| CSU          | 10    | 10    | 10    | 9     | 9     |
| Freie Wähler | 7     | 7     | 7     | 9     | 8     |
| SPD          | 3     | 3     | 2     | 2     | 3     |
| Die Bürger   | –     | 0     | 1     | –     | –     |
| Gesamt       | 20    | 20    | 20    | 20    | 20    |

1Nachwahl

### Bürgermeister
| Amtszeit             | Name                     | Partei |
| -------------------- | ------------------------ | --- |
| seit 5. Februar 2015 | Herbert Lichtinger       | CSU |
| Okt. 2014–Feb. 2015  | Josef Rothammer          | (eingesetzt als Staatsbeauftragter zur Führung der Geschäfte, bis durch die Nachwahl ein neuer Bürgermeister bestimmt war) |
| Mai 2014–Okt. 2014   | Herbert Lichtinger       | CSU |
| 2008–2014            | Bernhard Krempl          | FW |
| 1984–2008            | Franz Xaver Stierstorfer | FW |
| 1966–1984            | Alfred Heindl            | FW |
| 1952–1966            | Frank                    | SPD |
| 1945–1952            | Jungbauer                | SPD |

Zurzeit amtiert als 2. Bürgermeister Harry Büttner (SPD) und als 3. Bürgermeister Johann Bauer (CSU).

### Wahlmanipulation 2014 und Nachwahl 2015
Die Kommunalwahl 2014 stand im Verdacht, manipuliert worden zu sein. Hintergrund war der Umstand, dass von 482 gemeldeten osteuropäischen Erntehelfern 465 ihre Stimme abgegeben hatten, davon 460 per Briefwahl. Diese waren erst kurz vor der Wahl gemeldet worden und sollen laut Süddeutscher Zeitung größtenteils nicht über Deutschkenntnisse verfügen. Profitiert habe dabei eine CSU-Kandidatin, bei der die Erntehelfer angestellt waren, deren Freunde und Verwandte, die ebenfalls auf der CSU-Liste kandidierten, sowie CSU-Bürgermeisterkandidat Lichtinger, der nach der Auszählung letztendlich ca. 300 Stimmen Vorsprung auf den amtierenden Bürgermeister der Freien Wähler, Bernhard Krempl, hatte. Noch nie davor hatte in Geiselhöring ein CSU-Kandidat gewonnen. Auffällig sei, dass nicht nur stets dieselben Kandidaten gewählt worden seien, sondern bei 433 der 460 Briefwahlstimmzettel auch derselbe Stift verwendet worden sein soll und die Ziffern sehr ähnlich aussähen. Strittig ist ebenfalls, ob die Erntehelfer ihren Lebensmittelpunkt in Deutschland haben und somit überhaupt grundsätzlich wahlberechtigt waren. Aktuell laufen Ermittlungen von Staatsanwaltschaft, Kriminalpolizei und dem Bayerischen Landeskriminalamt. Die Aufsichtsbehörden kündigten im September 2014 die Amtsenthebung des am 16. März 2014 gewählten Bürgermeisters, der Stadt- und Kreisräte sowie Neuwahlen an.
Am 1. Februar 2015 fand die Nachwahl für Bürgermeister und Stadtrat statt. Dabei wurde der CSU-Kandidat Herbert Lichtinger mit 61 % zum Bürgermeister gewählt. Zuvor hatte das Landratsamt bekanntgegeben, dass gegen keinen der Bürgermeisterkandidaten und der Stadtratskandidaten ein Ermittlungsverfahren läuft und deswegen keiner der Kandidaten in Verbindung mit der Wahlmanipulation steht. Die im Mittelpunkt der Ermittlungen stehende CSU-Stadtratskandidatin hatte zuvor bekanntgegeben, dass sie nicht mehr für die Stadtratsliste zur Verfügung stehe und den Weg für einen Neuanfang frei mache. Kurze Zeit später trat sie auch aus der CSU aus.

### Wappen
| Wappen von Geiselhöring | Blasonierung: „Unter Schildhaupt mit den bayerischen Rauten in Rot eine aufgestellte silberne Egge.“ |
| Wappen von Geiselhöring | Wappenbegründung: Die bayerischen Rauten im Schildhaupt stehen für die wittelsbachischen Landesherren. Bei der Egge handelt sich um ein allgemeines landwirtschaftliches Symbol ohne speziellen Bezug, jedoch passend für den zentralen Ort im Gäuboden. Im ältesten bekannten Siegel von 1514 steht die Egge allein im Halbrundschild, das Schildhaupt mit den Rauten ist erstmals im großen Marktsiegel von 1611 (mit zwei schildhaltenden Engeln) nachweisbar. Die Detailgestaltung der Egge variierte geringfügig, gelegentlich wurde sie golden wiedergegeben. Die heutige Tingierung ist erstmals 1565 belegt. 1952 wurde Geiselhöring zur Stadt erhoben und erhielt die Genehmigung zur Führung der Stadtfahnen mit den Farben Weiß und Rot. |

## Kultur und Sehenswürdigkeiten
- Historisches Rathaus aus dem Jahr 1525, umgebaut im 17./18. Jahrhundert, Giebel mit Zinnen und Barocktürmchen
- Barocke Stadtpfarrkirche St. Peter und Erasmus. Sie wurde 1761 bis 1764 durch Baumeister Georg Fischer unter Einbeziehung mittelalterlicher Bauteile erbaut. Das Langhausfresko der Kreuzigung Petri malte 1765 Matthäus Günther, der Stuck und die Stuckmarmoraltäre stammen von Franz Xaver Feuchtmayer (Feichtmayr). Aufgrund ihrer Ausstattung gilt die Geiselhöringer Pfarrkirche als eine der schönsten Landkirchen Niederbayerns.
- Loichinger-Haus aus dem 16./17. Jahrhundert, bürgerliches Handelshaus mit Rauputzquaderung und Treppengiebel, handgeschnitzte Tür um 1700
- Linskirche St. Jakob, ursprünglich romanisch, Chor und Turm spätgotisch, Kirchenschiff flachgedeckt, im 17./18. Jahrhundert verändert
- Schifffahrtsmuseum
- Schäfflertanz (alle 7 Jahre, wieder 2026)
- Doppelkirchenanlage des alten Marienwallfahrtsortes Haindling
- Barocke Dorfkirche Mariä Himmelfahrt in Hadersbach
- Wallfahrtskirche in Antering
- Rokokokirche St. Martin in Pönning
- Dreiteilige keltische Vierecksschanze bei Greißing
- Freilichtfestspiel Eva-Plenningerin (alle vier Jahre, wieder 2027)[19]
- Schäfflerbrunnen
- Stadtkapelle Geiselhöring
- Schloss Sallach

## Wirtschaft und Infrastruktur

### Wirtschaft
Im Jahre 2017 gab es nach der amtlichen Statistik im Bereich der Land- und Forst- und Fischereiwirtschaft 171, im produzierenden Gewerbe 1010 und im Bereich Handel, Verkehr und Gastgewerbe 339 sozialversicherungspflichtig Beschäftigte am Arbeitsort. In sonstigen Wirtschaftsbereichen waren am Arbeitsort 326 Personen sozialversicherungspflichtig beschäftigt. Sozialversicherungspflichtig Beschäftigte am Wohnort gab es insgesamt 2809. Im verarbeitenden Gewerbe gab es sieben, im Bauhauptgewerbe sechs Betriebe. Im Jahr 2016 bestanden zudem 154 landwirtschaftliche Betriebe mit einer landwirtschaftlich genutzten Fläche von insgesamt 6444 ha, davon waren 6776 ha Ackerfläche und 306 ha Dauergrünfläche.
Im Jahr 2011 hat das Kartoffel-Centrum Bayern als größter Kartoffelvermarkter Bayerns einen zweiten Standort in Geiselhöring eröffnet. Der Betrieb sorgt für langfristige Absatzmöglichkeiten und Perspektiven für die regionale Landwirtschaft.
Größte Arbeitgeber sind „Gäubodenbäcker“-Großbäckerei Hahn, Fleischwarenindustrie Juma, Hatec Metallverarbeitung und Amvian Autositzzulieferer.
Im Jahr 2020 siedelte sich in Geiselhöring der japanische Autozulieferer Hirotec im Industriegebiet an.

### Verkehr
Straßenverkehr
Im Ortskern von Geiselhöring treffen die Staatsstraße 2111 (Bundesautobahn 3 – Obertraubling – Sünching – Geiselhöring – Mengkofen – Bundesautobahn 92 – Dingolfing) und die Staatsstraße 2142 (Straubing – Geiselhöring – Bundesstraße 15) aufeinander.
Zur Entlastung der Ortsdurchfahrten von Geiselhöring, Hirschling und Perkam wurde vom Staatlichen Bauamt Passau verstärkt, durch einen 2007 durchgeführten Bürgerentscheid ein Vorentwurf Haindling Süd erstellt. Diese Trasse erwies sich allerdings nach umfangreicher Planung aufgrund verschiedener Umweltauflagen als nicht durchführbar. Derzeit plant das Staatliche Bauamt Passau mit „Haindling Nord“ einen höchst umstrittenen Südring zwischen Geiselhöring und Haindling.
Als Alternative wird von den Südringgegnern eine Verkehrsableitung über die Regionaltrasse nach Straubing favorisiert.
Eisenbahnverkehr
Der Bahnhof Geiselhöring liegt an der Bahnstrecke Neufahrn–Radldorf.
Fahrrad
Entlang der Kleinen Laber führt der Labertalradweg an Geiselhöring vorbei. Radwege von Geiselhöring nach Hirschling und Sallach ergänzen das Angebot.
Wandern
Außerdem liegt Geiselhöring an der Via Nova, einem internationalen Pilgerweg.

### Bildung
2018 gab es folgende Einrichtungen:
- In der Kindertagesstätte Am Lins in Geiselhöring werden in acht Gruppen Kinder betreut und gefördert, davon in drei Gruppen Kinder unter drei Jahren. Eine weitere Gruppe ist der Waldkindergarten bei Schelmenloh (seit 2007). Zudem wurde eine weitere Kindertagesstätte „Am Schulgarten“ im Jahr 2021 eröffnet. Dort sind 3 Kindergarten- und 2 Kinderkrippen untergebracht.
- Grundschule Geiselhöring[20]
- Mittelschule Geiselhöring im Verbund mit Leiblfing, Mallersdorf-Pfaffenberg, Rain[21]
- VHS Außenstelle Laberweinting-Geiselhöring

## Persönlichkeiten

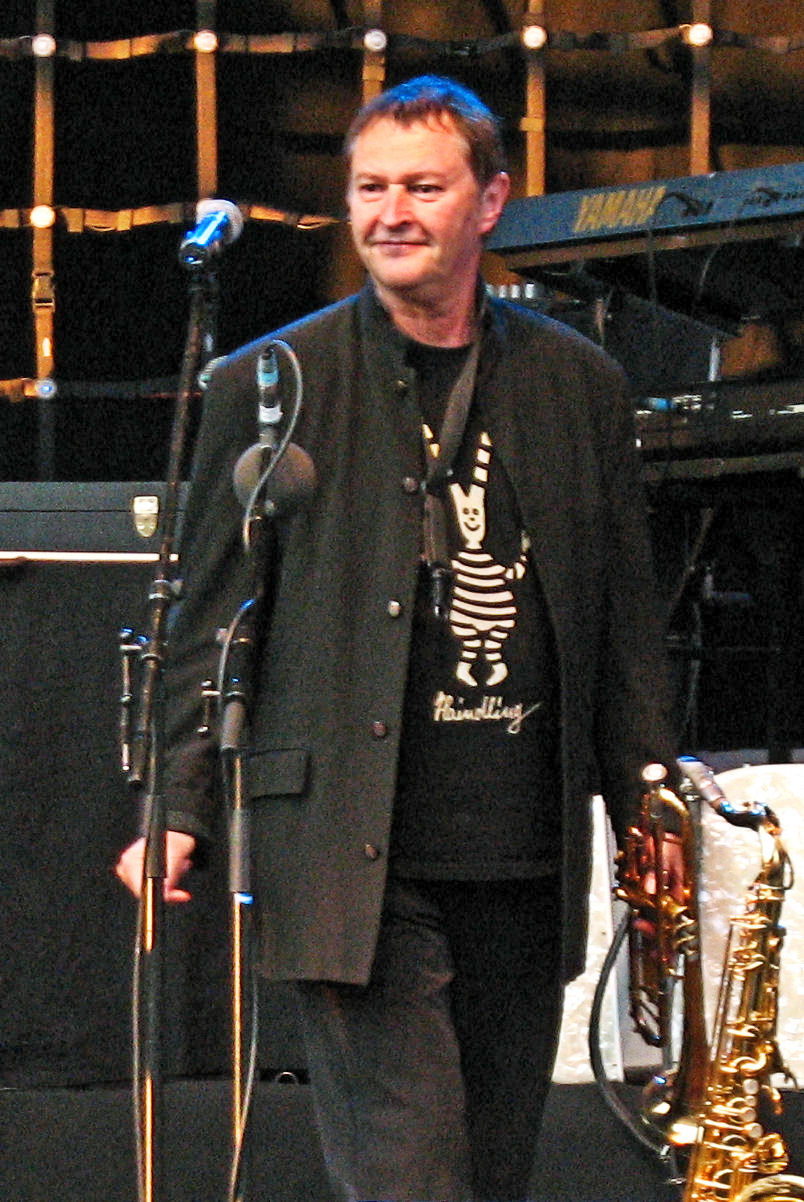
Hans-Jürgen Buchner

### In Geiselhöring geboren
- Karl Stephan (* 1700; † 16. April 1770), Kirchenmann und Propst des Stiftes Reichersberg von 1752 bis 1770
- Ignaz Saal (* 26. Juli 1761; † 30. Oktober 1836), Sänger und Schauspieler, Freund von Joseph Haydn und Ludwig van Beethoven
- Franz Xaver Engelhart (* 4. März 1861; † 14. Juli 1924), Chorleiter und Komponist
- Simon Vogl (* 19. Juli 1903; † 1961), Landtagsabgeordneter (SPD)
- Friedrich Stoiber (* 3. März 1904; † 1961), Mill-Hill-Missionar und Märtyrer
- Luise Kinseher (* 4. Januar 1969), Kabarettistin und Schauspielerin

### Mit Geiselhöring verbunden
- Paul Mathias Padua (* 15. November 1903; † 22. August 1981), Maler, aufgewachsen in Geiselhöring
- Ida Krinner (* 9. November 1926; † 27. Mai 2001), Landesbäuerin, Landtagsabgeordnete (CSU) und Senatorin

- Hans-Jürgen Buchner (* 27. Dezember 1944), Musiker, benannte seine Musikgruppe Haindling nach dem gleichnamigen Ortsteil
- Elli Erl (* 25. Mai 1979), Sängerin, Siegerin von Deutschland sucht den Superstar 2003